# Camilla Nilsson (Skirennläuferin)
Camilla Margareta Nilsson (* 3. August 1967 in Östersund) ist eine ehemalige schwedische Skirennläuferin. Sie gehörte in der zweiten Hälfte der 1980er-Jahre zu den erfolgreichsten Slalomläuferinnen im Skiweltcup.

## Biografie
Erstmals international in Erscheinung trat Camilla Nilsson, als die damals 15-Jährige den neunten Platz im Riesenslalom der Juniorenweltmeisterschaften 1983 in Sestriere belegte. Zwei Jahre später gewann sie im März 1985 als Sechste des Slaloms von Waterville Valley ihre ersten Weltcuppunkte. In den nächsten fünf Jahren bis zu ihrem Karriereende im März 1990 fuhr sie in den Disziplinen Slalom und Riesenslalom weitere 25-mal unter die besten zehn in einem Weltcuprennen. Ihren einzigen Sieg feierte Nilsson am 4. Januar 1987 im Slalom von Maribor, den sie vor den beiden Schweizerinnen Vreni Schneider und Corinne Schmidhauser gewann. Sie war damit die erste schwedische Alpinläuferin, die ein Weltcuprennen gewann. Ein weiterer Podestplatz folgte am 13. Dezember desselben Jahres, als sie hinter der Österreicherin Ida Ladstätter Zweite im Slalom von Leukerbad wurde. Insgesamt fuhr sie im Slalom neunmal unter die besten fünf, während im Riesenslalom ein sechster Platz ihr bestes Weltcupergebnis war.
Camilla Nilsson nahm je einmal an Weltmeisterschaften und Olympischen Winterspielen teil. Bei den Weltmeisterschaften 1987 in Crans-Montana wurde sie im Riesenslalom Achte, schied jedoch im Slalom nach der fünftschnellsten Zeit im ersten Durchgang in Lauf zwei aus. Bei den Olympischen Winterspielen 1988 in Calgary lag Camilla Nilsson im Slalom nach dem ersten Lauf nur eine Hundertstelsekunde hinter der Führenden Vreni Schneider auf Platz zwei, schied aber im zweiten Lauf aus. Auch im Riesenslalom, in dem sie nach dem ersten Durchgang auf Platz elf lag, fiel sie im zweiten Lauf aus. Von 1988 bis 1990 wurde Nilsson sechsmal schwedische Meisterin – dreimal im Riesenslalom, zweimal im Slalom und einmal im Super-G.